# Operazione Maple
Operazione Maple è il nome in codice di un'operazione militare, parte della più ampia Operazione Nettuno, nell'ambito dello sbarco in Normandia durante la seconda guerra mondiale.
Tale operazione consisteva essenzialmente nel minamento con mezzi aerei e navali delle acque antistanti i porti controllati da i tedeschi e delle zone esterne al canale della Manica, oltre che in fasce di mare che obbligassero le navi tedesche che avessero voluto attaccare le aree di sbarco delle truppe alleate a muoversi al di fuori della copertura delle batterie costiere.
Una simile operazione, Bravado, consistette nella posa di mine nell'area del canale di Kiel.